# 拉里诺
拉里诺（義大利語：Larino），是意大利坎波巴索省的一个市镇。总面积88平方公里，人口7128人，人口密度81.0人/平方公里（2009年）。ISTAT代码为070031。